# Xavier Dolan
Xavier Dolan, född 20 mars 1989, i Montréal, Québec, är en kanadensisk skådespelare, regissör, manusförfattare och filmproducent. 

## Biografi
Xavier Dolan är son till Geneviève Dolan och Manuel Tadros. Hans far är född i Egypten och är en kanadensisk sångare och skådespelare. Xavier Dolan debuterade som barnskådespelare i filmer som J'en suis!, Le Marchand de sable och La Forteresse suspendue och i tv-serier som Omertà, la loi du silence.

## Karriär

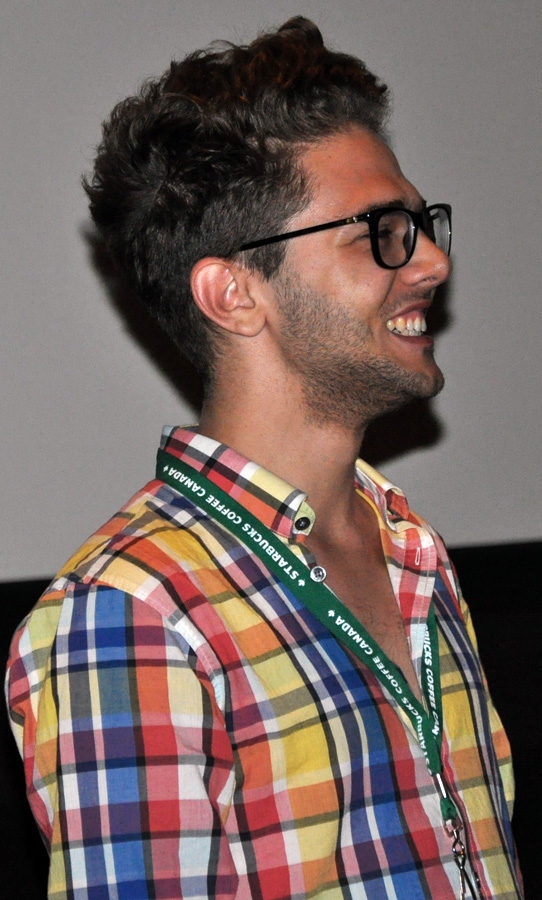
Xavier Dolan, september 2009.

Dolan fick sitt internationella genombrott när hans första film, Jag dödade min mamma (J'ai tué ma mère), som han skrivit manus till och regisserat, fick tre priser vid 2009 års filmfestival i Cannes. Filmen blev en succé och såldes till mer än 20 länder.
Dolans andra film, Hjärtslag (Les Amours Imaginaires), finansierades av honom själv. Den hade premiär vid 2010 års Cannes-festival i maj 2010 där den fick stående ovationer. I juni 2010 vann filmen första pris vid Sydney filmfestival.
Dolans tredje film från 2012, Laurence Anyways, porträtterar relationen mellan en transsexuell kvinna och en ciskvinna och vad som händer efter att hon genomgått könsbyte. Även här har Dolan regisserat och skrivit manus själv.
Tom at the Farm, som hade premiär 2013, nominerades till Guldlejonet vid filmfestivalen i Venedig. Vid samma festival mottog filmen FIPRESCI-priset.
2014 hade Dolans femte film, Mommy, premiär på Filmfestivalen i Cannes där den vann jurypriset, festivalens tredje finaste pris. Vid Stockholms filmfestival samma år fick filmen publikpriset. Mommy utsågs även till Kanadas bidrag till Oscarsgalan 2015.

## Privatliv
Dolan är homosexuell och har beskrivit Jag dödade min mamma som delvis självbiografisk.

## Filmografi i urval
- 2009 – Jag dödade min mamma (regissör, manusförfattare, skådespelare, producent)
- 2010 – Hjärtslag (regissör, manusförfattare, skådespelare, producent)
- 2010 – Good Neighbours (skådespelare)
- 2012 – Laurence Anyways (regissör, manusförfattare)
- 2013 – Tom at the Farm (regissör, manusförfattare, producent, skådespelare)
- 2014 – Mommy (regissör, manusförfattare, producent)
- 2016 – Inte hela världen? (regissör, manusförfattare, producent)
- 2018 – The Death and Life of John F. Donovan (regissör, producent)
- 2018 – Bad Times at the El Royale (skådespelare)
- 2019 – Matthias & Maxime (regissör, manusförfattare, producent)
- 2021 – La nuit où Laurier Gaudreault s'est réveillé (TV-serie) (The Night Logan Woke Up) (regissör, manusförfattare, producent, skådespelare)